# 전주시 을 (1988년 선거구)
전주시 을은 대한민국의 옛 국회의원 선거구이다. 당시 전라북도 전주시의 일부 지역을 관할했다.

## 역사
제13대 국회의원 선거를 앞두고 전주시·완주군 선거구에서 분리되면서 신설되었다.
1989년 5월, 전주시에 구제가 실시되면서 완산구와 덕진구가 신설되었다. 이에 제14대 국회의원 선거를 앞두고 덕진구에 해당하는 지역은 전주시 덕진구 선거구로, 완산구에 해당하는 지역은 전주시 완산구 선거구로 각각 분리되어 편입되면서 폐지되었다.

## 역대 국회의원
| 선거   | 정당 | 정당       | 의원   |
| ------ | ---- | ---------- | ------ |
| 1988년 |      | 평화민주당 | 손주항 |

## 역대 선거 결과

### 대한민국 제13대 국회의원 선거
|  | 77.47% |

|  | 11.10% |

|  | 9.73% |

|  | 1.05% |

|  | 0.62% |